# F comme Fairbanks
 F comme Fairbanks  es una película francesa de 1976 dirigida por Maurice Dugowson y protagonizada por Patrick Dewaere y Miou-Miou que compitió en el Festival de cine de Berlín. 

## Reparto
- Patrick Dewaere - André
- Miou-Miou - Marie
- John Berry - Fragman
- Michel Piccoli - Etienne
- Jean-Michel Folon - Jean-Pierre
- Christiane Tissot - Sylvie
- Diane Kurys - Annick
- Jean Lescot - Jeannot
- Jean de Coninck - fotógrafo
- Evane Hanska - Françoise
- Thierry Lhermitte - Le jeune cadre
- Guiguin Moro - L'assistante
- Christian Clavier - Le serveur
- Yves Barsacq - Le vieux cadre
- Jenny Clève - La abuela
- Marc Lamole - Le patron du bistrot